# Benzylbutylphthalat
Benzylbutylphthalat ist eine organische chemische Verbindung aus der Gruppe der Phthalate (Ester der Phthalsäure) die vor allem als Weichmacher für PVC eingesetzt wurde. Es ist eine farblose, fast geruchlose, ölige Flüssigkeit.

## Gewinnung und Darstellung
Hergestellt wird Benzylbutylphthalat durch Reaktion des Monobutylesters der Phthalsäure mit Benzylchlorid.

## Eigenschaften

### Physikalische Eigenschaften
Benzylbutylphthalat hat eine Viskosität von 62 mPa·s bei 20 °C. Die Dämpfe von Benzylbutylphthalat sind elfmal so schwer wie Luft.

### Chemische Eigenschaften
Benzylbutylphthalat ist das einzige industriell bedeutsame Phthalat mit unterschiedlichen Seitenketten, wobei eine davon eine Benzylgruppe darstellt.

## Verwendung
Benzylbutylphthalat wird als äußerer Weichmacher für Polyvinyl- und Cellulose-Thermoplaste, Polysulfid, Polyurethan, Ethylcellulose und Polyvinylacetatemulsionsklebstoffe verwendet. Endprodukte sind z. B. Bodenbeläge auf PVC-Basis, Oberflächenüberzüge (u. a. bei Automobilen), Verpackungsmaterialien, Klebstoffe und Elektroinstallationsmaterialien.

## Sicherheitshinweise und gesetzliche Regelungen
BBP kann im Tierversuch bei hohen Dosierungen die Fruchtbarkeit und die Entwicklung der Nachkommen im Mutterleib beeinträchtigen und wurde deshalb 2005 von der EU in die Gruppe der fortpflanzungsgefährdenden Stoffe eingestuft. In Umsetzung der Verordnung 2005/84/EC wurde BBP in der Anlage 1 der Bedarfsgegenständeverordnung aufgenommen, wodurch es verboten wurde, BBP in Spielzeug und Babyartikel in Konzentrationen > 0,1 % zu verwenden.
Benzylbutylphthalat wurde im Oktober 2008 aufgrund seiner Einstufung als reproduktionstoxisch (Reprod. 1B) und als Endokriner Disruptor in die Kandidatenliste der besonders besorgniserregenden Stoffe (Substance of very high concern, SVHC) aufgenommen. Danach wurde Benzylbutylphthalat im Februar 2011 in das Verzeichnis der zulassungspflichtigen Stoffe mit dem Ablauftermin für die Verwendung in der EU zum 21. Januar 2015 aufgenommen.
Zusätzlich unterliegt Benzylbutylphthalat den Beschränkungen im Anhang XVII, Nummer 51 der REACH-Verordnung (in Deutschland umgesetzt durch die Chemikalien-Verbotsverordnung) und wurde am 31. März 2015 mit der Richtlinie (EU) 2015/863 in die RoHS-Stoffliste aufgenommen. Damit dürfen in der EU ab dem 22. Juli 2019 keine Elektro- und Elektronikgeräte mehr verkauft werden, die Teile mit mehr als 0,1 Gewichts-% BBP im homogenen Werkstoff enthalten.

## Nachweis
Nachgewiesen werden kann Benzylbutylphthalat durch chromatographische Verfahren (Gas- oder Flüssigverfahren) oder Massenspektrometrie.